# Kinderzentrum Ludwigshafen am Rhein

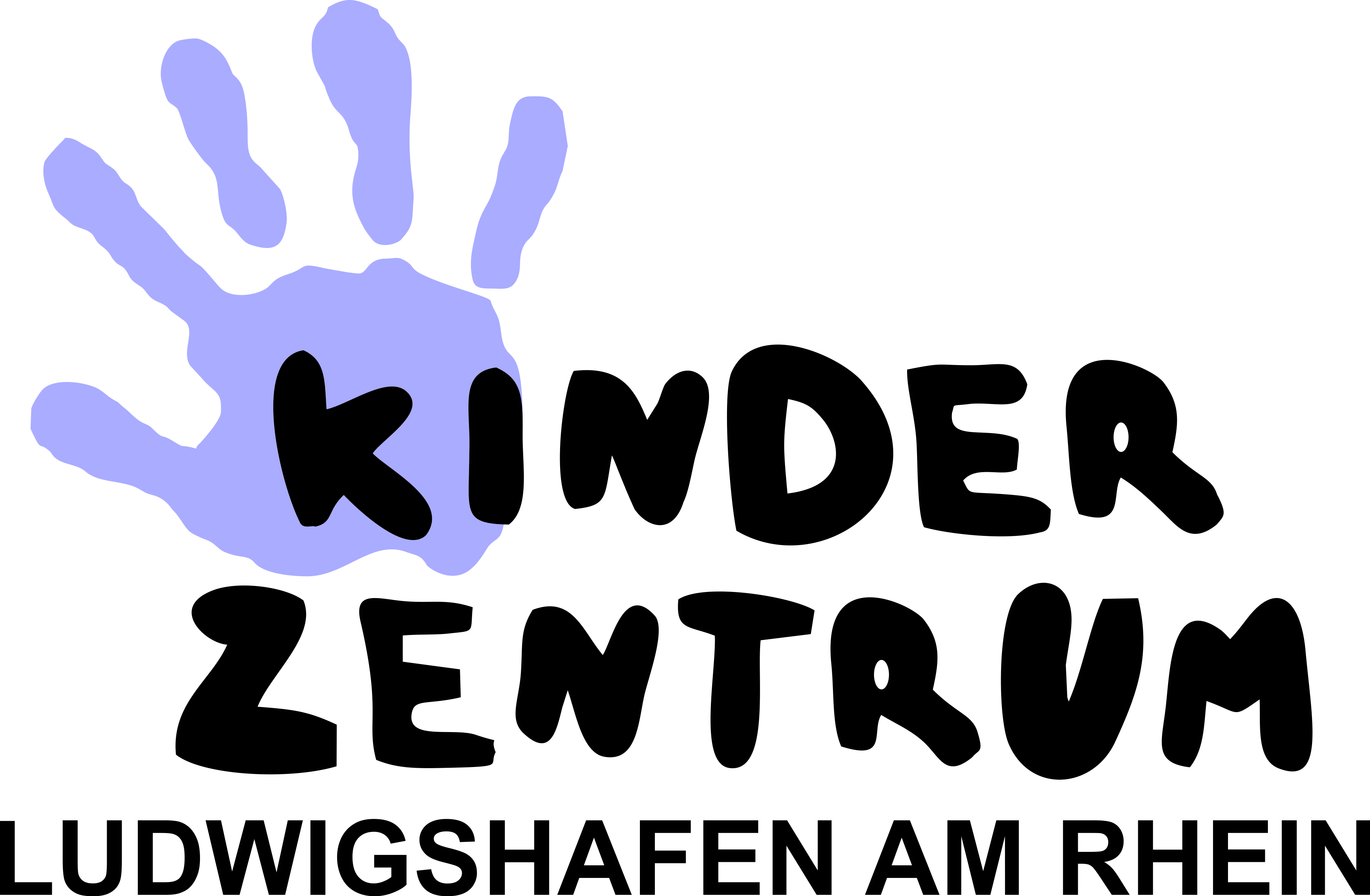

Das Kinderzentrum Ludwigshafen am Rhein (Kiz LU) ist eine öffentliche Einrichtung der ambulanten Gesundheitsversorgung, medizinischen Rehabilitation und sozialen Teilhabe für Menschen mit (manifesten oder drohenden) Behinderungen. Es ging 1979 in Betrieb und ist Anlaufstelle für Kinder, Jugendliche und Erwachsene mit verschiedenen Beeinträchtigungen und für deren Familien im Einzugsgebiet Ludwigshafen, Speyer, Frankenthal, dem Rhein-Pfalz-Kreis sowie den Landkreisen Bad Dürkheim und Alzey-Worms. 

## Zweckverband

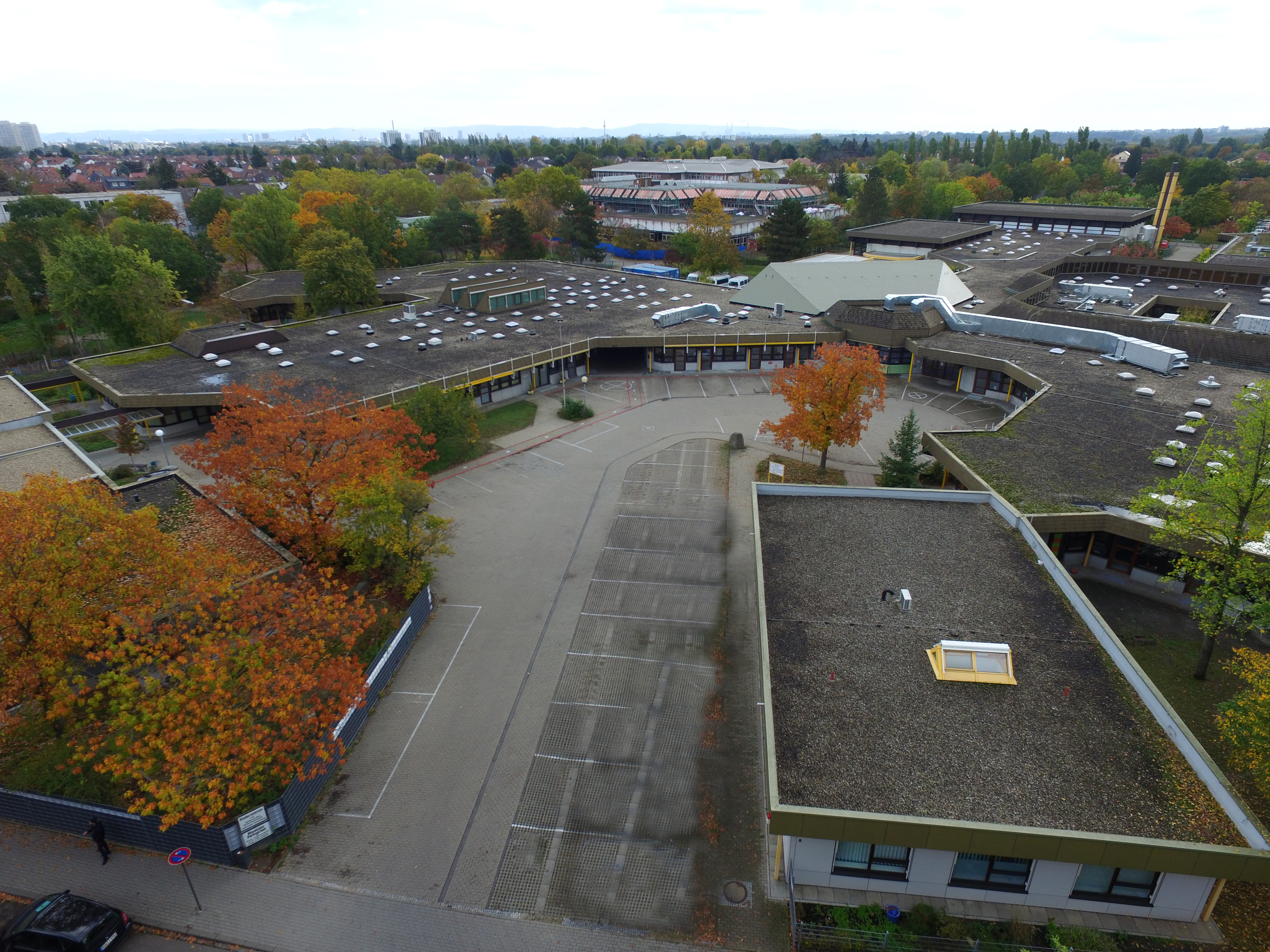
Luftaufnahme des Kinderzentrums in der Karl-Lochner-Straße 8 in 67071 Ludwigshafen (Stadtteil Oggersheim)

Die verschiedenen Einrichtungen des Zentrums bilden gemeinsam den Zweckverband Kinderzentrum Ludwigshafen am Rhein. Verbandsvorsteherin ist Beate Steeg, Dezernentin für Soziales und Integration der Stadt Ludwigshafen. Geschäftsführerinnen des Kinderzentrums sind Brigitte Edwards und Tanja Hammer. Der Zweckverband ist eine Körperschaft des öffentlichen Rechts . Die Träger des 1976 gegründeten Zweckverbandes sind die Städte Frankenthal, Ludwigshafen und Speyer, der Rhein-Pfalz-Landkreis und der Verein Kinderhilfe e.V. zur Förderung körperbehinderter Kinder und Jugendlicher in Rheinhessen und Vorderpfalz.

## Interdisziplinäre Arbeit
Das Kinderzentrum Ludwigshafen beschäftigt rund 450 Mitarbeiter. In seinen sieben Einrichtungen arbeiten Fachkräfte aus den Bereichen Kinder- und Jugendmedizin, Kinder- und Jugendpsychologie, Sozial- und Neuropädiatrie, Pädagogik, Sozial-, Integrations- und Heilpädagogik, Heilerziehungspflege, Ergo- und Physiotherapie, Logopädie und Medizinische Assistenz. Die Arbeit am Zentrum ist interdisziplinär und vernetzt mit Kooperationspartnern in der Region (z. B. Kooperation mit der benachbarten Mosaikschule – Schule mit dem Förderschwerpunkt motorische Entwicklung, mit der Lebenshilfe Rheinland-Pfalz).
Die Fachkräfte des Kinderzentrums arbeiten mit den Eltern, behandelnden Kinder- oder Hausärzten, Therapeuten, Kliniken, Kindertagesstätten, Schulen, Beratungsstellen, Jugend- und Sozialämtern zusammen. Das Zentrum hat ein Leitbild erarbeitet und hält ein Fachteam Kindeswohl sowie ein strukturiertes Beschwerdemanagement vor.

## Facheinrichtungen
Das Sozialpädiatrische Zentrum mit Frühförderung (SPZ) ist eine Einrichtung zur interdisziplinären Diagnostik, Therapie und Frühförderung von Kindern und Jugendlichen (0-17 Jahre) mit Entwicklungsverzögerungen, neuropädiatrischen und chronischen Erkrankungen. Ziel ist, eine Diagnose zu erstellen und Therapiemaßnahmen einzuleiten. Das SPZ berät Eltern und bietet auch eine Offene Beratung für Eltern aus dem Einzugsbereich des Kiz LU an, deren Kinder Auffälligkeiten in der Entwicklung zeigen. Eine Anmeldung ist nach einer haus- oder kinderärztlichen Überweisung möglich. 
Zum Behandlungsspektrum gehören:
- Entwicklungsverzögerungen bzw. -störungen (sprachlich, motorisch, ganzheitlich, sozial-emotional)
- Chronische Erkrankungen mit Beeinträchtigung
- Syndromale Erkrankungen
- Zerebralparesen und Bewegungsstörungen aller Art
- Mehrfachbehinderungen
- Frühgeborenen-Nachsorge
- Aufmerksamkeits-/Hyperaktivitätsstörungen (AD[H]S)
- Autismus-Spektrum-Störungen (ASS)
- andere Verhaltensauffälligkeiten, emotionale Störungen
- Schulschwierigkeiten durch Lern- oder Teilleistungsstörungen
- chronische Kopfschmerzen

Die Außenstellen des SPZ arbeiten in Kindertagesstätten mit integrativem Schwerpunkt sowie dem Förderkindergarten des Kinderzentrums. Dort sorgen Fachkräfte nach Empfehlung aus dem SPZ wohnortnah für die Frühförderung von Kindern mit Beeinträchtigungen z. B. durch Physio- und Ergotherapie oder Logopädie. Die Außenstellen sind in Frankenthal-Eppstein, Maxdorf, Bobenheim-Roxheim, Speyer, Waldsee sowie in Ludwigshafen (Oggersheim).
Im Förderkindergarten werden in vier heilpädagogischen Gruppen Kinder mit Beeinträchtigungen im Vorschulalter, die einen besonderen Förderbedarf haben, pädagogisch betreut und gefördert. Ergänzt wird die frühkindliche Bildung durch ein Team an Therapeuten der Außenstelle.
Der Fachdienst Autismus (FDA) bietet Kindern und Jugendlichen mit einer Autismus-Spektrum-Störung eine autismusspezifische, therapeutische Förderung, die zu einer besseren Alltagsbewältigung und Sozialkompetenz des Kindes und somit besseren Teilhabe am gesellschaftlichen Leben und an Bildung beitragen. Der FDA berät außerdem Eltern und weitere Bezugspersonen.
Der Fachdienst für Integrationspädagogik (FDI) ermittelt, ob Kinder mit einer Entwicklungsstörung oder anderen Beeinträchtigungen in der Kindertagesstätte (Kita) eine Einschränkung in ihrer Teilhabe und Aktivität erfahren. Der FDI koordiniert ein Netzwerk aus 27 Leistungserbringern in der Region und setzt selbst circa 70 Integrationsmaßnahmen mit Integrationskräften in Kitas um. Darüber hinaus bietet der FDI Fortbildungen und Beratungen für Kitas an.
Der Fachdienst Inklusionsbegleitung (FIB) bietet individuelle Unterstützung für Kinder, Jugendliche und Erwachsene in den Bereichen Schule, Freizeit und Kommunikation. Dies können z. B. eine Inklusionsbegleitung in der Schule, eine Freizeitassistenz oder ein Hilfsmittel für eine gelingende Kommunikation sein (Unterstützte Kommunikation). Dabei orientiert sich der FIB an den persönlichen Möglichkeiten, Wünschen und Interessen der zu begleitenden Menschen.
Die Tagesförderstätte (TFS) für Erwachsene (ab 18 Jahre) mit schwerer oder mehrfacher Behinderung soll Teilhabe am sozialen Leben außerhalb von Familie oder Wohnheim ermöglichen. Das Ziel des tagesstrukturierenden Angebots ist es, Raum für Entwicklung, Selbstbestimmung und Beziehung zu schaffen. Auf der Grundlage individueller Kompetenzen unterstützen und begleiten die Fachkräfte der TFS bei sinnvoller, alltäglicher Beschäftigung und fördern gleichzeitig Gemeinschaftsgefühl und Zugehörigkeit.

## Ausbildungen, Freiwilligendienste, Praktika
Im Förderkindergarten und der Tagesförderstätte des Kinderzentrums Ludwigshafen gibt es seit über 20 Jahren jährlich mehrere Ausbildungsplätze für Heilerziehungspfleger*innen und Erzieher*innen. Grundlage der Ausbildungsqualität im Kinderzentrum ist die professionelle Anleitung und enge Begleitung der Lernenden durch erfahrene Mentoren, sowie die Einbindung in das Team. Für die Ausbildung in der Heilerziehungspflege kooperiert das Kinderzentrum insbesondere mit der Anna-Freud-Schule in Ludwigshafen und der F+U Schule in Heidelberg. Für die Erzieherausbildung kooperiert das Kiz mit verschiedenen Schulen in der Region.
Auch Freiwilligendienste sind am Kiz LU möglich. Das Freiwillige Soziale Jahr (FSJ) und der Bundesfreiwilligendienst (BFD) richten sich an Jugendliche und junge Erwachsene zwischen 15 und 26 Jahren. Die Freiwilligendienste dauern zwischen 6 und 18 Monate und können über die Diakonie Pfalz im Kinderzentrum absolviert werden. Die Freiwilligendienste sind in den Abteilungen Sozialpädiatrisches Zentrum mit Frühförderung, Förderkindergarten und Tagesförderstätte möglich.
Das Kinderzentrum bietet außerdem pädagogische Praktikumsplätze in Förderkindergarten, Tagesförderstätte und weiteren Einrichtungen – als Schulpraktikum, Vorpraktikum, Jahrespraktikum oder Praktikum während einer sozialen, pädagogischen oder pflegerischen Ausbildung.
Für Fragen und weitere Informationen über eine Ausbildung oder ein Praktikum im Kinderzentrum Ludwigshafen stehen die Ausbildungsbeauftragten des Kinderzentrums zur Verfügung.

## Unterstützer
Es gibt zwei Fördervereine, die das Kinderzentrum Ludwigshafen durch Spenden unterstützen.
Der Förderverein Kinderzentrum e.V. unterstützt mit Hilfe von Spenden das Sozialpädiatrische Zentrum mit Frühförderung (SPZ), die Außenstellen des SPZ, den Fachdienst Autismus und den Förderkindergarten in der Arbeit mit Kindern im Vorschulalter. Durch sein Engagement ist es z. B. gelungen, viele Therapie- und Fördermaterialien anzuschaffen, die zur Behandlung und Förderung von Kindern mit Beeinträchtigungen oder Entwicklungsverzögerungen sinnvoll sind. Darüber hinaus ermöglicht der Förderverein Aktionen v. a. für die Familien der Kinder.
Der Förderkreis der Tagesförderstätte für Mehrfachschwerstbehinderte e.V. wurde von Eltern und Freunden der betreuten Menschen der Tagesförderstätte 1996 gegründet. Der Förderkreis ermöglichte z. B. die Einrichtung eines Entspannungsraums, die Anschaffung von Rollstuhlbussen und eines speziellen Rollstuhl-Fahrrads. Er finanziert sich durch Mitgliedsbeiträge und Spenden.